# Яроцький Яків Васильович
Яроцький Яків Васильович (1840—1915) — історик, археолог, член Товариства дослідників Волині (ТДВ), педагог родом з Житомира. Спочатку учитель гімназії у Житомирі, згодом директор гімназії у Крем'янці. Робив досліди на Волині й Правобережжі. Його історичні розвідки публікувалися у виданні «Київська старовина», «Світ».
1900 року, під еґідою ТДВ (Товариство дослідників Волині) було створено Волинський центральний музей у Житомирі (нині Житомирський краєзнавчий музей). Першим завідувачем музею в 1901 році став Яків Васильович Яроцький і був ним аж до 1905 року, коли переїхав у Кременець на посаду директора комерційного училища.